# ISO 3166-2:ER
ISO 3166-2:ER – kody ISO 3166-2 dla Erytrei.
Kody ISO 3166-2 to część standardu ISO 3166 publikowanego przez Międzynarodową Organizację Normalizacyjną. Kody te są przypisywane głównym jednostkom podziału administracyjnego, takim jak np. województwa czy stany, każdego kraju posiadającego kod w standardzie ISO 3166-1.
Aktualnie (2017) dla Erytrei zdefiniowano kody dla 6 regionów administracyjnych.
Pierwsza część oznaczenia to kod Erytrei zgodnie z ISO 3166-1, natomiast druga część oznaczenia znajdująca się po myślniku to dwuliterowy kod jednostki administracyjnej. 

## Kody ISO
| Kod ISO | Nazwa jednostki administracyjnej | Nazwa jednostki administracyjnej w języku arabskim | Nazwa jednostki administracyjnej w języku arabskim | Nazwa jednostki administracyjnej w języku tigrinia | Nazwa jednostki administracyjnej w języku tigrinia | Rodzaj jednostki administracyjnej |
| ------- | -------------------------------- | -------------------------------------------------- | -------------------------------------------------- | -------------------------------------------------- | -------------------------------------------------- | --------------------------------- |
| ER-AN   | Anseba                           | إقليم عنسبا                                        | Ansabā                                             | ዞባ ዓንሰባ                                            | ‘Anseba                                            | region                            |
| ER-DK   | Południowy Morza Czerwonego      | منطقة البحر الأحمر الجنوب                          | Janūbī al Baḩrī al Aḩmar                           | ዞባ ደቡባዊ ቀይሕ ባሕሪ                                    | Debubawi K’eyyĭḥ Baḥri                             | region                            |
| ER-DU   | Południowy                       | المنطقة الجنوبية                                   | Al Janūbĩ                                          | ዞባ ደቡብ                                             | Debub                                              | region                            |
| ER-GB   | Gasz-Barka                       | منطقة القاش وبركا                                  | Qāsh-Barkah                                        | ጋሽ-ባርካ                                             | Gash-Barka                                         | region                            |
| ER-MA   | Centralny                        | إقليم المركزية                                     | Al Awsaţ                                           | ዞባ ማእከል                                            | Ma’ĭkel                                            | region                            |
| ER-SK   | Północny Morza Czerwonego        | منطقة البحر الأحمر الشمال                          | Shimālī al Baḩrī al Aḩmar                          | ዞባ ሰሜናዊ ቀይሕ ባሕሪ                                    | Semienawi K’eyyĭḥ Baḥri                            | region                            |